# Yak-7 (航空機)
Yak-7
Yak-7B
- 用途：戦闘機/練習機
- 設計者：アレクサンドル・セルゲーエヴィチ・ヤコヴレフ
- 製造者：ヤコヴレフ設計局
- 運用者： ソビエト連邦（ソ連空軍）
- 初飛行：1940年7月23日
- 生産数：6,399機
- 運用開始：1942年
- 運用状況：退役

Yak-7(Jak-7；ヤク7；ロシア語:Як-7ヤーク・スィェーミ)は、第二次世界大戦時、ヤコヴレフ設計局が開発したソ連空軍の主力戦闘機・練習機のひとつ。

## 概要
Yak-7は当初、Yak-1を改修したUTI-26(УТИ-26)練習機として開発されていた。これはYak-7UTI(Як-7УТИ)として完成し1941年に初飛行したが、構造を簡素化した結果、欠陥の多かったYak-1やLaGG-3、MiG-3など当時の戦闘機よりもこの新しい練習機の方が扱いやすく優れているということになり、急遽、後部座席を廃して単座にしたYak-7戦闘機が製作された。
Yak-7UTI及びYak-7とその改良型は多くが生産され、直系の後継機Yak-9は空軍の主力戦闘機となった。その一方で、Yak-1の後継機と目されていたYak-3の方は開発が棚上げにされ、終戦間際まで登場できなかった。
Yak-7はより高性能の戦闘機が登場した後も運用され続け、練習戦闘機として戦後も使用されていた。

## 派生型
Yak-7UTI / Як-7УТИ
複座練習機。M-105Pエンジンを装備。1941年に初飛行した。
Yak-7 / Як-7
Yak-7UTIを応急的に戦闘機へ改修したもの。M-105Pエンジンを装備する。1941年に初飛行。
Yak-7A / Як-7А
戦闘機。M-105PAエンジンを搭載する改良型。1941年に初飛行。
Yak-7B / Як-7Б
戦闘機。M-105PFエンジンを搭載する改良型。機首上部の武装がUBS 12.7mm機銃に置き換えられている。1942年に初飛行。
Yak-7-37 / Як-7-37
Yak-7Bに37 mm機関砲MPSh-37（装弾数20発）を搭載した機体。1942年に初飛行。22機が作られ実戦テストを行ったが、不採用に終わった。
Yak-7M / Як-7М
Yak-7UTIの戦闘機化に際し、主翼の設計を改め火力を強化した試作機。翼幅の減少やスラットの追加が行われ、翼内にはShVAK 20 mm機関砲が装備されていた。試験の結果量産が推奨されたが、1941年に初飛行した。
Yak-7B AFA-IM / Як-7Б АФА-ИМ
胴体にカメラを持つ前線偵察機型。M-105PAエンジンを搭載する。初飛行は1941年。
Yak-7V / Як-7В
複座練習戦闘機。当初はM-105PAエンジン、後期にはYak-9と同じM-105PFエンジンを搭載した。1942年に初飛行。Yak-9の練習機として、戦後まで多数が使用された。
Yak-7D / Як-7Д
試作複座長距離偵察機。M-105PAエンジンを搭載。1942年に初飛行。
Yak-7DI / Як-7ДИ
Yak-7Dを戦闘機としたもの。それまでの複座型からの応急処置的な形状のコクピットの設計を、Yak-1bのような形状に改めた。M-105PFエンジンを搭載し、565 km/hの最高速度を出した。のちに改良されYak-9と改名された。
Yak-7 M-82 / Як-7 с М-82
空冷式のM-82Aエンジンを搭載した試作型。1941年に初飛行。武装は機首のUBSと主翼のShVAK 20 mm機関砲を備えていた。LaGG-3に同じエンジンを搭載したLaG-5の方が優れるとされ、量産はされなかった。
Yak-7P / Як-7П
試作戦闘機。20 mm機関砲ShVAK 1門と20 mm機関砲ShVAK 2門を搭載したYak-7Bの改修型。機体形状はYak-7DIに似る。1943年に初飛行。
Yak-7PD / Як-7ПД
E-100過給機を持つM-105PDエンジンを搭載した試作高高度戦闘機。軽量化の為、武装は20 mm機関砲ShVAK 1門(弾数120発)のみであった。1942年に初飛行。モスクワ防空隊にて試験運用が行われたが、エンジンの信頼性が低く不採用となった。
Yak-7PVRD / Як-7ПВРД
ジェットエンジンのテストベッド機。1944年に初飛行。Yak-7Bの改修型で、DM-4Sラムジェットエンジン各1基を主翼下面に装備した。最高速度は580 km/hであった。
Yak-7L / Як-7Л
層流翼型の主翼を持つ試験機。速度が15～20 km/hほど向上した。
Yak-7GK / Як-7ГК
与圧キャビンの試験機。空軍にてテストが行われたが、欠陥が多く実用に適さないとされた。

## スペック(Yak-7A)
- 初飛行：1941年
- 翼幅：10.00 m
- 全長：8.50 m
- 全高：2.75 m
- 翼面積：17.15 m2
- 空虚重量：2450 kg
- 最大離陸重量：2935 kg
- 発動機：クリーモフ設計局製 M-105PA 液冷式エンジン ×1
- 出力：1050 馬力
- 最高速度(地表高度)：495 km/h
- 最高速度：571 km/h
- 航続距離：643 km
- 上昇力：779 m/min
- 実用飛行上限高度：9500 m
- 乗員：1 名
- 武装：ShVAK 20 mm機関砲(弾数120発) ×1、ShKAS 7.62 mm機銃(弾数1000発)×2、RS-82 ロケット弾 ×6

## 参照
出典
1. ↑  Gordon, Yefim (2010). Soviet and Russian Testbed Aircraft. Hikoki Pubns. ISBN 978-1902109183